# Rijnstate
Rijnstate is een algemeen ziekenhuis voor Midden-Gelderland. De hoofdvestiging bevindt zich in Arnhem. In Elst en Zevenaar bevinden zich nevenlocaties. Het verzorgingsgebied beslaat circa 450.000 inwoners.

## Geschiedenis en locaties
In 2001 fuseerden Ziekenhuis Rijnstate Arnhem, Ziekenhuis Velp, Ziekenhuis Zevenaar en twee verpleeghuizen tot de Alysis Zorggroep. Op 1 januari 2011 zijn de verpleeghuizen uit Alysis getreden en zelfstandig verdergegaan. De ziekenhuizen gingen verder onder de naam Rijnstate. De klinische medische zorg werd steeds meer geconcentreerd in Arnhem-Rijnstate.

### Locatie Arnhem
Tot eind jaren tachtig kende Arnhem drie ziekenhuizen: het (katholieke) St. Elisabeths Gasthuis, het (hervormde) Diaconessenhuis en het (algemene) Gemeente-Ziekenhuis. Het Irene Kinderziekenhuis was reeds in 1969 onderdeel geworden van het Gemeente-Ziekenhuis, maar bleef wel gehuisvest in zijn eigen gebouw.
Het St. Elisabeths Gasthuis fuseerde in 1986 met het Gemeente-Ziekenhuis en deze combinatie ging verder onder de naam De Malberg. Drie jaar later voegde het Diaconessenhuis zich hierbij en de nieuwe naam werd Ziekenhuis Rijnstate.
Vanaf 1991 werden het Gemeente-Ziekenhuis en het oude Irene Kinderziekenhuis gesloopt om plaats te maken voor nieuwbouw. De bronzen letters van de vroegere voorgevel van het Irene Kinderziekenhuis bevinden zich nu bij de ingang van de huidige kinderafdeling van Rijnstate Arnhem. 
Op 12 mei 1995 opende het nieuwe ziekenhuis Rijnstate zijn deuren. Hierna is het voormalige Diaconessenhuis gesloopt en op de locatie van het St. Elisabeths Gasthuis zijn achter de monumentale ziekenhuisgevel appartementen verrezen. 
In 2019 werd het complex met operatiekamers gerenoveerd en er kwam een moeder/kindcentrum. Door zorg over te hevelen naar de andere locaties kwam er in Rijnstate-Arnhem ruimte vrij voor specialistische apparatuur die nodig is voor acute en ingewikkelde zorgfuncties.

### Locatie Velp
In 1892 huurde een aantal artsen aan het Kerkpad in Velp een pand dat werd ingericht als ziekenhuis. In het pand konden zeven patiënten worden verpleegd. Hiermee was Ziekenhuis Velp ontstaan. Omdat er al snel meer ruimte nodig was liet het bestuur in 1894 een ziekenhuis bouwen aan de Tramstraat. Dit karakteristieke gebouw in de Zeeheldenbuurt werd vele malen verbouwd en uitgebreid. Na zestig jaar telde deze locatie 100 bedden en waren er 70 personeelsleden in dienst. In 1971 verhuisde het hospitaal naar het Velperbroekcircuit, pal naast het knooppunt Velperbroek. Dit moderne ziekenhuis telde toen 238 bedden.
Na de bestuurlijke fusie met Rijnstate Arnhem in 2001 werden diverse afdelingen gesloten. In 2014 waren te Velp vooral (medisch) ondersteunende diensten zoals magazijnen, laboratoria en kantoorfuncties gehuisvest. Het ziekenhuis is uiteindelijk veranderd in een centrum voor poliklinische zorg en dagbehandeling met 16 bedden, zonder afdeling Spoedeisende hulp (SEH). De poliklinieken voor dermatologie, oogheelkunde, het slaapcentrum en het pijncentrum bleven in Velp. In 2020 verkocht Rijnstate het gebouw, de laatste specialismen zijn in 2023 verhuist naar Elst en Arnhem. Het ziekenhuis in Velp was daarmee definitief verleden tijd.

### Locatie Zevenaar
Ziekenhuis Zevenaar begon in een gehuurd pand aan de markt in Zevenaar, ’t Weezenhof. In 1908 verhuisde het op dat moment 28 bedden en 6 werknemers tellende ziekenhuis naar een nieuw herenhuis aan de Didamseweg. De naam werd 'Consolatio Afflictorum' (Latijn voor 'troost voor de bedroefden). Er een aparte barak waarin patiënten met besmettelijke ziekten ondergebracht werden. In 1967 bepaalde Stichting de Katholieke Ziekeninrichtingen voor de Liemers het beleid. De eerdere naam werd veranderd in Ziekenhuis Zevenaar.
In 1980 verhuisde het ziekenhuis voor de tweede maal. Het nam zijn intrek in het huidige pand aan de Hunneveldweg. Er vonden talloze verbouwingen plaats. In 1992 kwam er een nieuwe polikliniek, in 1998 een nieuwe afdeling voor intensieve zorg (IC) en in 2003 een nieuwe spoedeisende hulp (SEH). In 2008 kwam er een nieuw operatiekamercomplex. 
De intensievezorgafdeling, de spoedeisende hulp en de afdeling verloskunde zijn sinds 2013 gesloten. In 2014 waren er nog 130 bedden op locatie Zevenaar. In 2015 kwam er een speciale afdeling voor kwetsbare ouderen en zijn er 12 bedden voor nierdialyse gecreëerd. Per 2020 is het aantal bedden teruggebracht tot 34.
De dependance van Rijnstate in Zevenaar richt zich sindsdien vooral op dag- en poliklinische behandeling van ouderen. De orthopedische en geriatrische zorg wordt hier uitgebreid, alsook planbare behandelingen en ingrepen voor patiënten die op afspraak komen. Het ziekenhuis blijft een voorziening voor medisch-specialistische zorg voor de inwoners van Duiven, Montferland en Zevenaar. Voor vrijwel alle specialismen van Rijnstate wordt spreekuur gehouden.

### Locatie Arnhem-Zuid
In Arnhem-Zuid bevond zich een polikliniek met laboratorium en diverse paramedische instellingen. Het is een locatie van Rijnstate waar inwoners van Arnhem-Zuid, Overbetuwe en Lingewaard voor consulten met specialisten terecht kunnen. Op deze locatie was geen spoedeisende hulp. Het zorgaanbod van Rijnstate verhuisde in 2023 naar Elst. 

### Locatie Elst
In 2023 opende Rijnstate in Elst een dagziekenhuis voor planbare poliklinische zorg. Er is dus geen afdeling voor spoedeisende gevallen. Bepaalde specialismen uit Arnhem en Velp zijn verhuisd naar deze locatie. Patiënten kunnen er terecht voor poliklinische afspraken bij de meeste specialismen en voor diagnostische onderzoeken. Er is een afdeling radiologie,  een prikpost en een apotheek.
Naast bovenstaande is deze locatie een bijzondere als het gaat om milieu. Rijnstate Elst is een deels zelfvoorzienend ziekenhuis op het gebied van elektriciteitsgebruik- en productie. Er ligt voor 2.300 m² aan zonnepanelen op het dak en terrein. Hier wordt groene waterstof van gemaakt en opgeslagen. In tijden met weinig zon kan de groene waterstof worden gebruikt om groene stroom te produceren en te gebruiken.  Het is het enige ziekenhuis in Europa dat op deze manier van stroom wordt voorzien. 

## Organisatie
Het ziekenhuis bood in 2023 werk aan circa 6.500 personen. In achtentwintig verschillende specialismen zijn bij Rijnstate ongeveer 300 medisch specialisten werkzaam. Zij zijn verenigd in de Coöperatie Medisch Specialisten Rijnstate (CMSR). Binnen de CMSR zijn 29 vakgroepen vertegenwoordigd. Klinisch psychologen, klinisch fysici, klinisch chemici en ziekenhuisapothekers zijn ook lid van de CMSR. Het ziekenhuis heeft een opleidingsstatus voor 21 medisch-specialistische opleidingen en voor klinische chemie, klinische farmacie, spoedeisende geneeskunde en klinische psychologie.